# Manfred Matuschewski
Manfred Matuschewski   (Weimar, 2 de setembre de 1939) és un atleta alemany, especialista en curses de mig fons, que va competir sota bandera de la República Democràtica Alemanya durant la Dècada de 1960.
En el seu palmarès destaquen tres medalles en la cursa dels 800 metres al Campionat d'Europa d'atletisme, d'or el 1962 i 1966 i de bronze el 1969. També guanyà setze campionats nacionals, deu en proves individuls: 800 (1960 a 1966 i 1969) i 1500 metres (1969); i sis en proves de relleus, 4x800 metres i 3x1000 metres.
El 1960 va prendre part en els Jocs Olímpics d'Estiu de Roma, on fou sisè en la cursa dels 800 metres del programa d'atletisme. Quatre anys més tard quedà eliminat en sèries en la mateixa prova.
Entre 1972 i 1985 va exercir d'entrenador nacional de mitja i llarga distància a la RDA. El 1990 va ser sancionat per la seva suposada implicació en el dopatge sistemàtic de la República Democràtica Alemanya.

## Millors marques
- 800 metres. 1' 45.7" (1969)
- 1.500 metres. 3' 40.2" (1967)[4][3]